# Cantó de Saint-Gervais-les-Bains
El cantó de Saint-Gervais-les-Bains és un cantó del departament francès de l'Alta Savoia, a la regió d'Alvèrnia-Roine-Alps. Està inscrit al districte de Bonneville, té 3 municipis i el cap cantonal és Saint-Gervais-les-Bains.

## Municipis
- Les Contamines-Montjoie
- Passy
- Saint-Gervais-les-Bains

## Història
| Data d'elecció                           | Identitat          | Partit                      | Qualitat |
| ---------------------------------------- | ------------------ | --------------------------- | -------- |
| 1945-1949                                | Amédée Guy         | SFIO                        |          |
| 1949-1955                                | M. Chambel         | MRP                         |          |
| 1955-1971                                | René Dayve         | SFIO, després Divers gauche |          |
| 1971-1985                                | M. Jacquet         | CD, després UDF-CDS         |          |
| 1985-1993                                | Robert Fournier    | Divers droite               |          |
| 1993-2004                                | Bernard Chevallier | RPR, després UMP            |          |
| 2004-                                    | Jean-Marc Peillex  | UDF, després Divers droite  |          |
| les dades anteriors no són pas conegudes |                    |                             |          |
|                                          |                    |                             |          |